# Krummenau (Nesslau)
Krummenau (toponimo tedesco) è una frazione di 1 664 abitanti del comune svizzero di Nesslau, nel Canton San Gallo (distretto del Toggenburgo).

## Storia

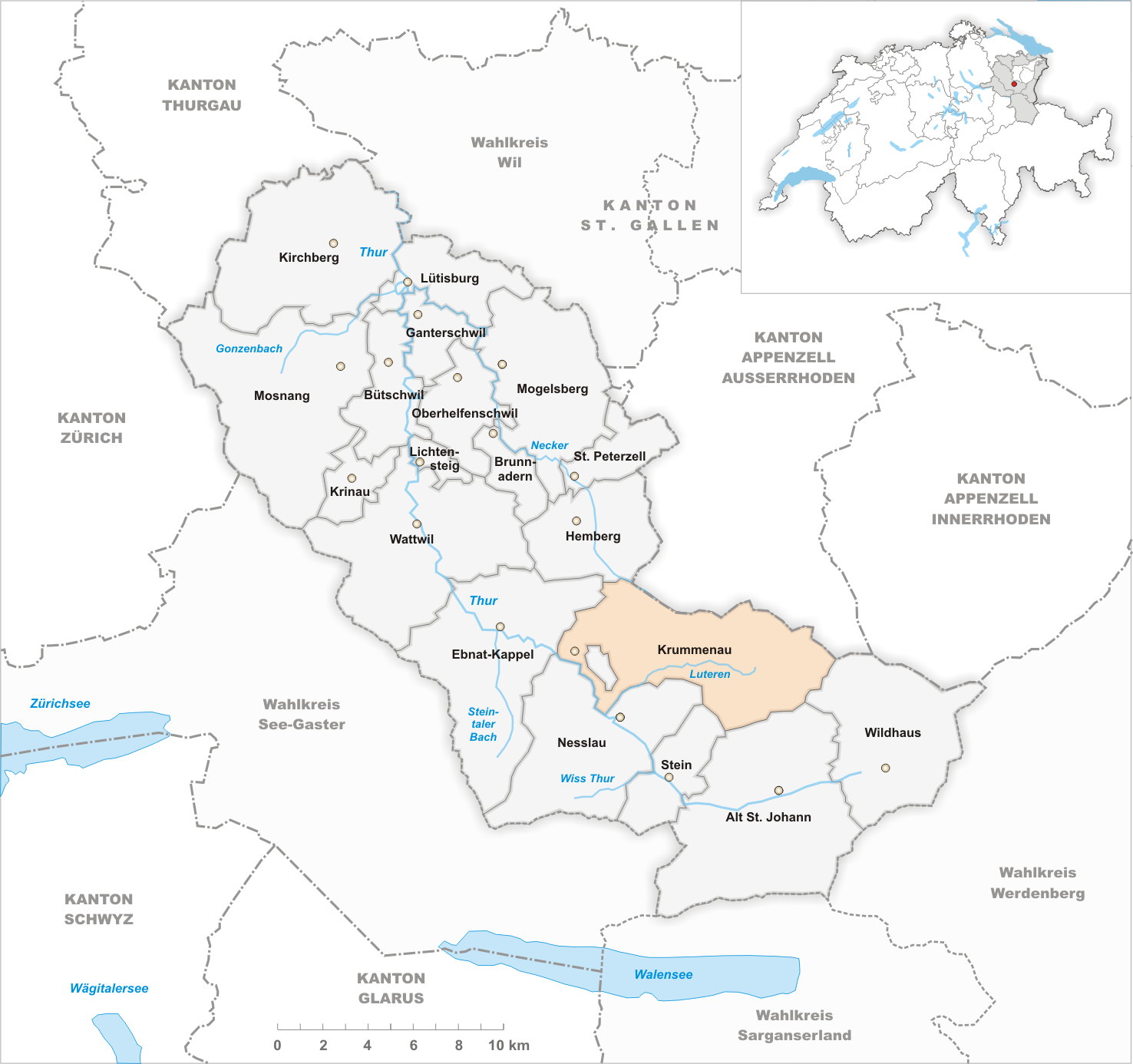
Il territorio del comune di Krummenau prima degli accorpamenti comunali del 2005

Fino al 31 dicembre 2004 è stato un comune autonomo; il 1º gennaio 2005 è stato accorpato all'altro comune soppresso di Nesslau per formare il nuovo comune di Nesslau-Krummenau. A sua volta Nesslau-Krummenau il 1º gennaio 2013 è stato soppresso e accorpato all'altro comune soppresso di Stein per formare un nuovo comune, per il quale è stato ripristinato il nome di Nesslau.